# وزارة العدل (أذربيجان)
وزارة العدل(أذربيجان) (بالأذرية: Azərbaycan Respublikası Ədliyyə Nazirliyi) هي وزارة أذربيجان تعامل في المجال القانوني. تأسست وزارة العدل في 22 نوفمبر لعام 1918، خلال فترة جمهورية أذربيجان الديمقراطية.
إعتمد البرنامج الحكومي لتطوير المحاكم الأذربيجانية للفترة 2009-2013 بموجب المرسوم الصادر عن رئيس جمهورية أذربيجان بتاريخ 6 فبراير 2009. ووزير العدل لجمهورية أذربيجان هو فكرات ممادوف.

## وظائف الوزارة
- شارك في تشكيل سياسة الدولة الوحيدة في مجال العدلية و تنفيذ توفر هذه السياسة
- يحضر المشاريع للقوانين التشريعية و يجري الفحص القانوني وتسجيل الدولة للأفعال القانونية المعيارية
- تنفذ أنشطة إنفاذ القانون
- إجراء البحوث العلمية في مجال القانون
- يضمن تطوير النظام المحكمة
- نشاط كاتب العدل

## هيكل
يحتوي هيكل وزارة العدل الأذربيجانية:
- المديرية العامة للتنظيم والرقابة
- المديرية العامة للتشريع
- المديرية العامة للتسجيل وكاتب العدل
- المديرية العامة للتنفيذ الإجباري
- مكتب التعاون الدولي
- إدارة الموارد البشرية
- وزارة المالية والأمن
- خدمة الاختبار
- الأمانة